# 126578 서호수
126578 서호수(126578 Suhhosoo, 2002 CK116)은 한국 천문학자인 전영범이 2002년 2월 11일, 보현산천문대에서 발견한 소행성이다. 조선의 천문학자 서호수의 이름을 따랐다.